# Coelocorynus abessynica
Coelocorynus abessynica är en skalbaggsart som beskrevs av Di Gennaro 2009. Coelocorynus abessynica ingår i släktet Coelocorynus och familjen Cetoniidae. Inga underarter finns listade i Catalogue of Life.